# Heerhugowaard

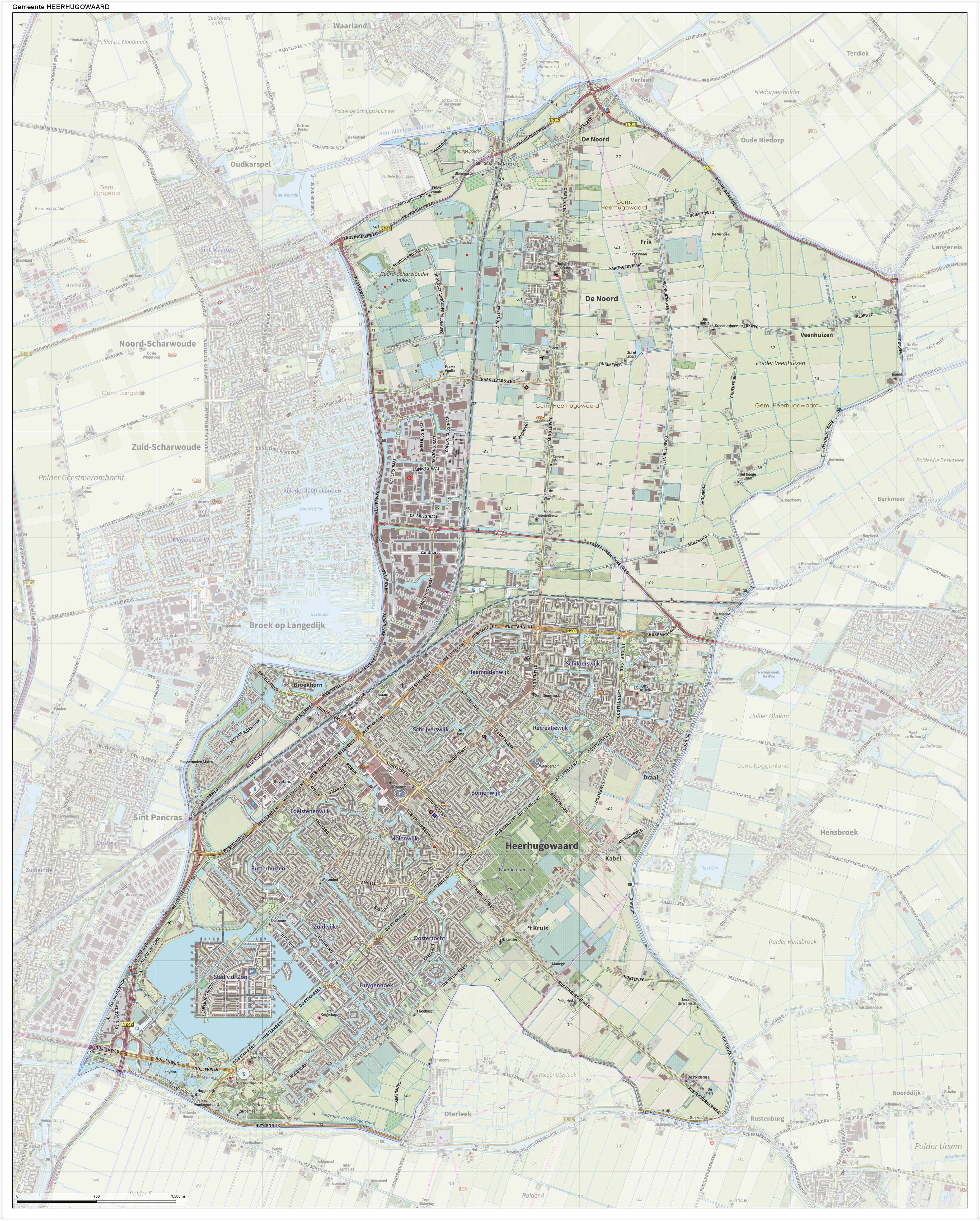
Topografische gemeentekaart van Heerhugowaard, februari 2018

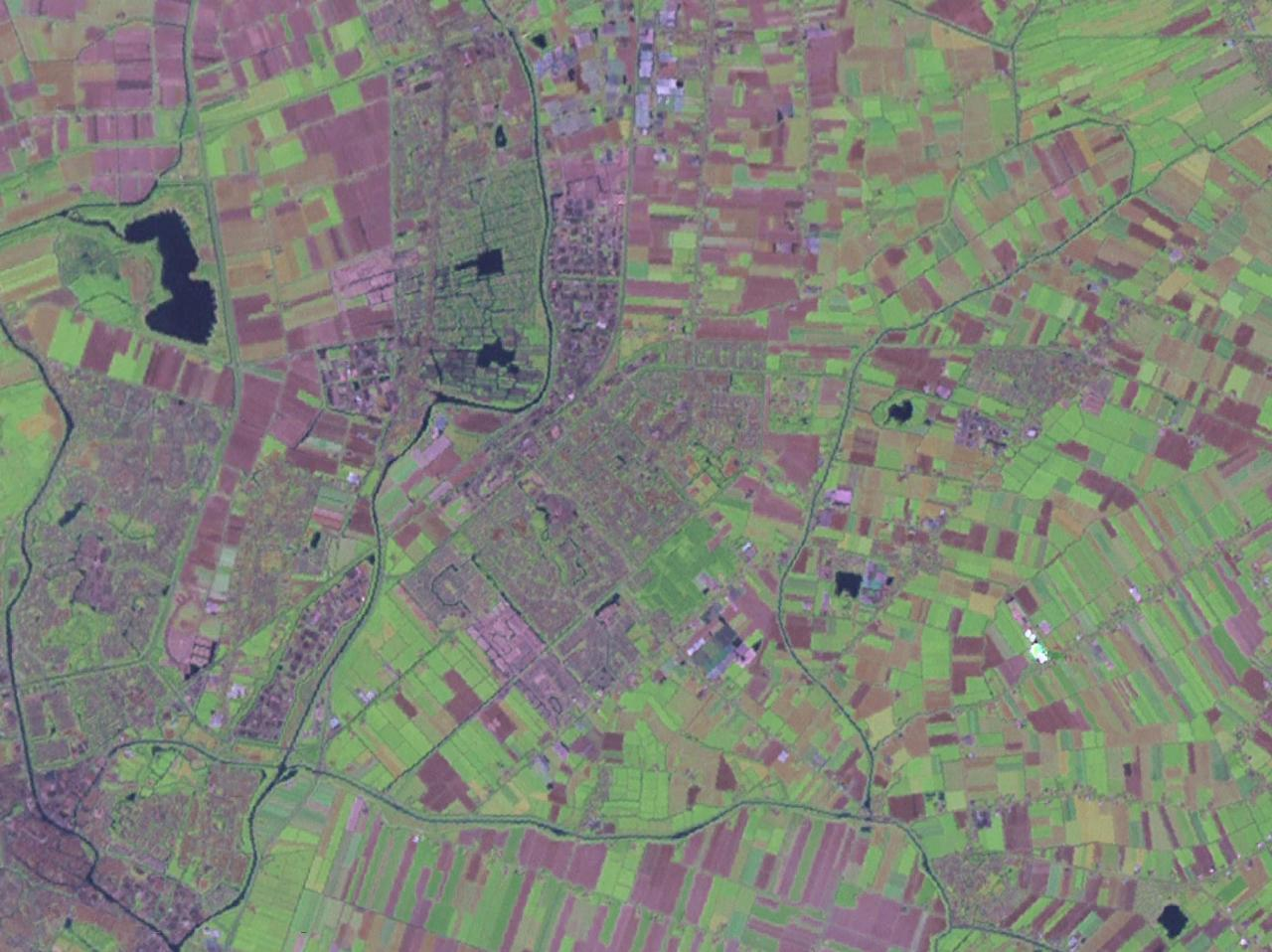
Satellietfoto van Heerhugowaard

Heerhugowaard is een plaats in de gemeente Dijk en Waard, in de regio West-Friesland in de Nederlandse provincie Noord-Holland. Heerhugowaard hoort historisch gezien niet bij Kennemerland, maar valt wel onder de gemeentelijke samenwerkingsregio Kennemerland via Noord-Kennemerland. Met 60.230 inwoners is Heerhugowaard verreweg de grootste woonplaats binnen de gemeente Dijk en Waard, waarvan het tevens de hoofdplaats is.
Het huidige Heerhugowaard is ontstaan als agglomeratie tussen de dorpen Zuid, De Noord en 't Kruis, waarbij in eerste instantie Zuid als zelfstandige kern verdween en geheel opging in Heerhugowaard, dat begon als een lintdorp langs de Middenweg, met uitlopers langs onder andere de Hondeweg (thans Van Veenweg). 't Kruis groeide door uitbreiding in de jaren negentig van de twintigste eeuw steeds meer aan bij Heerhugowaard. De Noord is nog een losliggend dorp, alleen het zuiden is opgegaan in Heerhugowaard. Ook andere buurtschappen, zoals Butterhuizen worden langzaam steeds meer opgenomen in Heerhugowaard.
De gemeente Heerhugowaard fuseerde op 1 januari 2022 met buurgemeente Langedijk tot de gemeente Dijk en Waard.

## Geschiedenis
Rond het jaar 800 was het gebied van de huidige droogmakerij Heerhugowaard bedekt met veen. Ontginning van het veen door de mens in combinatie met stormvloeden leidde ertoe dat in de regio vele meren ontstonden, waaronder de Grote Waert. Deze vormde samen met de Schermer ook een periode ongeveer één meer, waarbij het gedeelte van Heerhugowaard een waddengebied vormde met een soort van moeraslagune. Hier kwam een eind aan toen de oude lage dijk die er ooit was neergelegd en er in het meer deels nog lag, werd verhoogd. Zo ontstonden er twee afzonderlijke meren.
Toen in de 17e eeuw particuliere investeerders besloten het meer droog te maken, was dat om landbouwgrond te creëren. In 1630 viel de 39,0 km² grote polder droog, waarna het land werd verdeeld onder de initiatiefnemers. In tegenstelling tot wat bij bijvoorbeeld de Beemster het geval was, viel de kwaliteit van de grond erg tegen. In 1674 overwoog men zelfs de polder weer vol te laten lopen, redenerend dat het gebied als viswater rendabeler zou zijn.

### Naam
Mogelijk is de dijk in de Grote Waert later vernoemd naar heer Hugo van Assendelft, de baljuw van het Hoogwouder of Overleeker ambacht en kastelein van Medemblik, die in 1296 in deze omgeving door de West-Friezen werd verslagen. Volgens anderen is de dijk vernoemd naar Hugo II van Akersloot, de bedijker van het gebied. In 1248 vond een grote dijkdoorbraak plaats bij Valkenoogh (Valkkoog), waarbij de Grote Waert gevormd werd. Om te voorkomen dat de Noordzee zou doordringen tot de Schermer en Noord-Holland in twee stukken zou verdelen, heeft men daar toen een “dijk” aangelegd op het 'wad': de Huygen Dijck. Voor hun medewerking aan de aanleg van de dijk bedankte deze Hugo (Huygen) in 1250 de broeders van de Egmondse abdij met een stuk land. Op een kaart uit 1288 staat “den Huygendyck” vermeld. Dit is echter niet de huidige Huygendijk maar de tegenwoordige  Noordschermerdijk en Slingerdijk, aan de zuidkant van de ringvaart. De huidige Huygendijk is circa 1630 tijdens de drooglegging van de Grote Waert aangelegd en ligt aan de zuidgrens van Heerhugowaard. Hij vormt de scheiding tussen de polder Heerhugowaard en de Schermer en verbindt het westelijk met het oostelijk deel van West-Friesland.
Heerhugowaard lag toen in het gewest Westflinge en werd eerst nog 'de Waert' genoemd, later wordt het Heer Huygen Waert. Dit zou in de Franse tijd gemoderniseerd worden tot de huidige naam.

## Geografie

### Stadsbeeld
In de loop van de tijd is de bevolking uitgebreid. In 1960 telde Heerhugowaard 6.800 inwoners, in 1975 25.000, in 2004 47.239, en per 1 juli 2006 49.644 (bron: CBS). Op 14 mei 2007 is de 50.000e inwoner verwelkomd. Op 1 januari 2023 had Heerhugowaard 60.230 inwoners. Heerhugowaard was in de jaren zeventig zelfs een paar jaar de snelst groeiende gemeente van Nederland. Volgens een 'Regionale Woonvisie' zou Heerhugowaard na alle uitbreidingen rond de 63.000 inwoners moeten tellen. Het overgrote deel hiervan woont in nieuwbouwwijken, waarvan de Stad van de Zon een zogeheten Vinexwijk is.
De dorpskern van De Noord ligt aan de Middenweg, de kern van Zuid is te vinden aan de Stationsweg bij de oude kerk, die op de Middenweg uitkomt. Ook liggen er kleine buurtschappen. De dorpskern is het beste terug te vinden in de wijken Centrumwaard en De Noord. Heerhugowaard heeft een klein winkelcentrum in Centrumwaard en een groot winkelcentrum in de wijk Middenwaard. Daarnaast zitten er ook verschillende kroegen, clubs, een theater en een bioscoop.
In Heerhugowaard volgen de meeste wijken het patroon van drooglegging, waardoor het een sterk orthogonale opzet heeft. Binnen de vierkanten zijn de 'jaarringen' van wijken goed af te lezen. De eerste wijken in een nog traditionele opzet, wijken als Schrijverswijk, de Bomenwijk en de Planetenwijk in de jaren zeventig-stijl. De woonerven van de late jaren zeventig, vooral in de Edelstenenwijk, en de terugkeer naar de wat meer strakkere opzet in de jaren negentig in de wijken Butterhuizen en Oostertocht. In het nieuwe stedelijk gebied Stad van de Zon bestaat de energievoorziening voor een aanzienlijk deel uit zonne-energie.

### Landschap
De omgeving van Heerhugowaard is landschappelijk zeer divers. Halverwege de jaren tachtig is in Heerhugowaard een 61 hectare groot parkbos aangelegd, de "Waarderhout". Daarnaast is er veel agrarische activiteit in de naaste omgeving, waaronder glastuinbouw en verscheidene bloembollenvelden. Er zijn meerdere molens die aan de droogmakerij herinneren; deze molens dateren van oorsprong uit de 17e eeuw.

### Wijkindeling
Heerhugowaard is ingedeeld in verschillende wijken.
| - Bomenwijk - Broekhorn - Butterhuizen - De Draai - De Noord | - Edelstenenwijk - Heemradenwijk - Huygenhoek - Land van Luna - Molenwijk | - Oostertocht - Planetenwijk - Recreatiewijk - Rivierenwijk | - Schilderswijk - Schrijverswijk - Stad van de Zon - Zuidwijk - Stationsgebied |

### Plaatsen binnen de voormalige gemeente
| Hoofdplaats - Heerhugowaard | Dorpen - De Noord - Veenhuizen - Verlaat (gedeeltelijk) | Buurtschappen - 't Kruis - Broekhorn - Draai - Frik - Kabel - Pannekeet |

## Cultuur

### Bezienswaardigheden

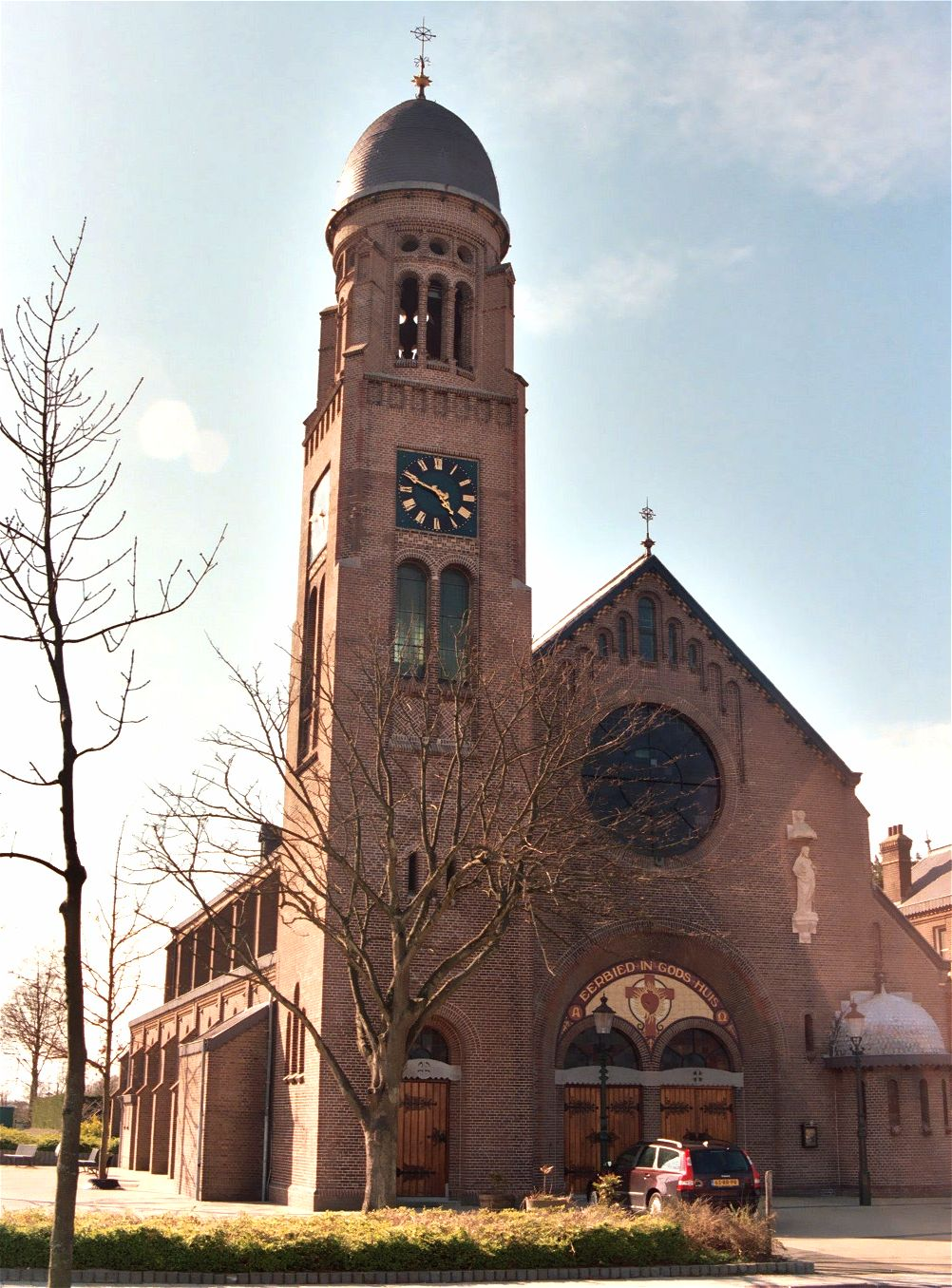
De Heilig Hart van Jezuskerk in De Noord

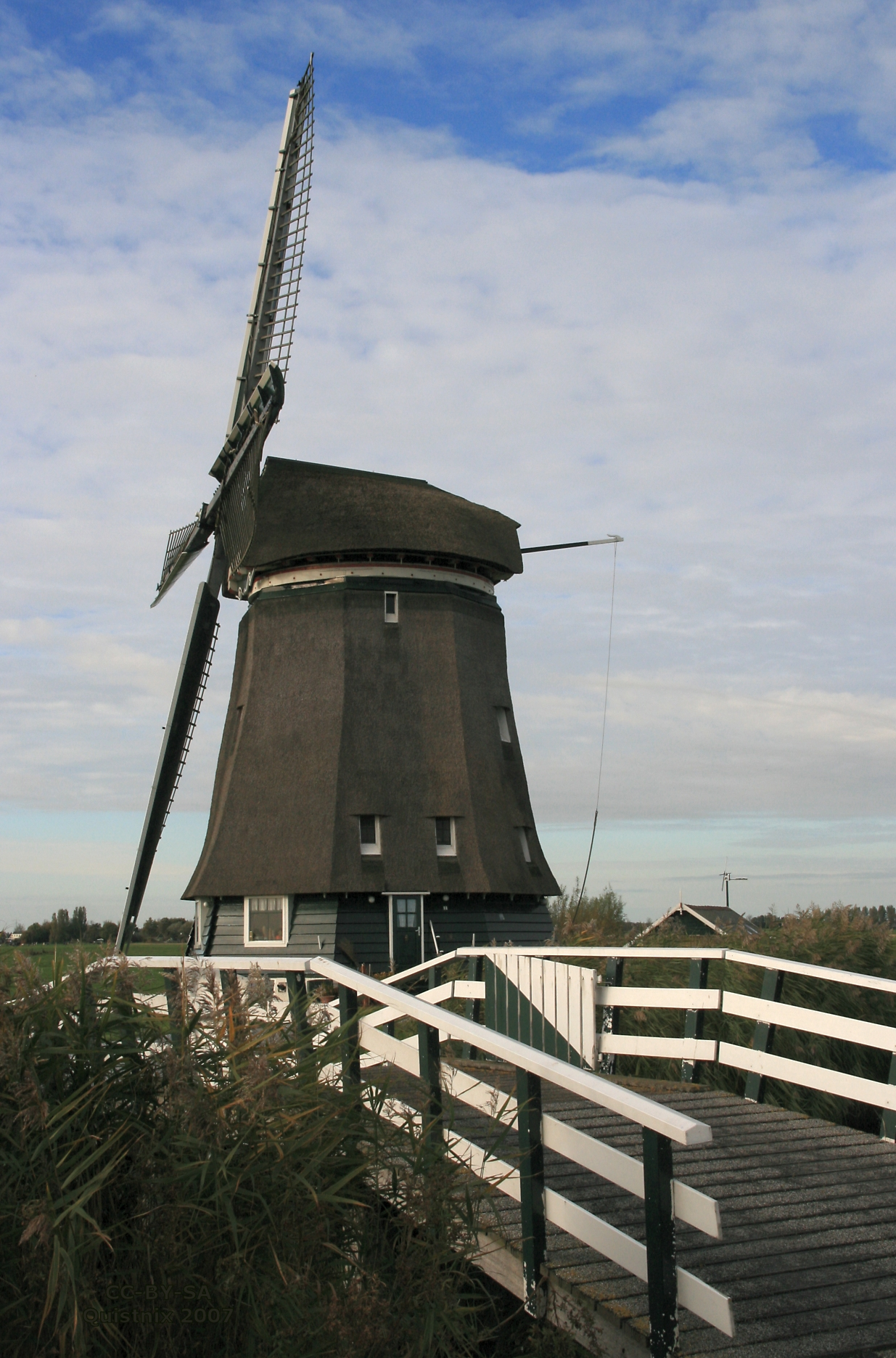
Windmolen de Veenhuizer

Heerhugowaard is een overwegend moderne plaats met een aantal dorpse kenmerken en een overwegend tuinstedelijke opzet, die zich in de 19e eeuw snel ontwikkeld heeft met de komst van onder andere industrie. Bezienswaardigheden in Heerhugowaard zijn:
- Stad van de Zon, 'grootste emissieneutrale woonwijk van Europa'. Door middel van zonnepanelen, windmolens en tal van moderne duurzame technieken levert deze woonwijk meer energie dan dat het zelf verbruikt. Rondom de wijk is een meer aangelegd met tal van recreatieve voorzieningen en natuurontwikkeling (Strand van Luna). Het stedenbouwkundige plan is van KuiperCompagnons uit Rotterdam, zij zijn ook supervisor van de architectuur in de wijk.
- Cultureel centrum en theater COOL, de opvolger van Cultureel Centrum de Schakel dat in 2004 door brand werd verwoest. Het gebouw is een ontwerp van Soeters van Eldonk Architecten.
- Bioscoop Vue - Metro;
- Caravan-Boulevard, gelegen op industrieterrein Zandhorst, rond de Pascalstraat zijn vele kampeerwinkels en caravandealers geconcentreerd.
- de Hervormde kerk uit 1871, die een ouder orgel huisvest.
- de moderne Dionisiuskerk, gebouwd in de jaren 1960. Zijn voorganger, een ontwerp van architect Adrianus Bleijs, verkeerde in zeer slechte staat.
- de gereformeerde kerk uit 1917;
- een modern gemeentehuis annex bibliotheek. Het oude gedeelte van het gemeentehuis stamt uit 1982. Het nieuwste gedeelte en de bibliotheek zijn een ontwerp van Hans van Heeswijk en werden opgeleverd in 2007.
- verschillende monumentale boerderijen;
- de Waerdse Tempel; een evenementencentrum (geopend met een concert van BZN op 21 januari 2006; per 1 januari 2012 gesloten). In de zomer van 2016 is het complex heropend door een andere eigenaar, onder de naam The Temple.
- het Strand van Luna, een kunstmatig strand waar ook gewaterskied kan worden (cableski);
- de Zwirs-wijngaard, waar druiven worden geteeld, rondleidingen gegeven en Nederlandse wijn gemaakt;
- de Veenhuizer, een poldermolen;
- het Poldermuseum Heerhugowaard, sinds 1979 gevestigd in het voormalige gemaal uit 1877 aan de Huygendijk.

### Monumenten
In de gemeente zijn er een aantal rijksmonumenten, gemeentelijke monumenten en oorlogsmonumenten, zie:
- Lijst van rijksmonumenten in Heerhugowaard
- Lijst van gemeentelijke monumenten in Heerhugowaard
- Lijst van oorlogsmonumenten in Heerhugowaard

### Kunst in de openbare ruimte
In de gemeente Heerhugowaard zijn diverse beelden, sculpturen en objecten geplaatst in de openbare ruimte, zie:
- Lijst van beelden in Heerhugowaard

### Sport
Heerhugowaard herbergt meerdere sportverenigingen binnen de gemeentegrenzen. Clubs zijn:
- VV Reiger Boys
- SVW '27
- KSV
- SV WMC
- Hugo Boys
- zaalvoetbalclub FC Marlène
- zaalvoetbalvereniging Puinhoop United
- Tornado (Handbal)
- TTV DOV
- Bowlingvereniging Heerhugowaard
- Av Hera
- MHC Heerhugowaard
- Zwem- en Waterpolo vereniging Aquawaard

De twee paardensportverenigingen zijn Rijvereniging Heerhugowaard (vanuit Manege Molendijk) en Rijvereniging/ponyclub Phoenix (vanuit Manege De Steenen Kamer), beide aan de Rustenburgerweg gelegen.
Voorts zijn er twee tafeltennisverenigingen, handbalvereniging, atletiekvereniging, honkbalclub, twee tennisverenigingen, een volleybalvereniging (VV Ardea), een schietvereniging, een jeu de boules-/petanquevereniging, twee badmintonverenigingen (HHW'69 en ZuidWester), korfbalvereniging Apollo, een basketbalvereniging, een hockeyclub, een schaatsclub, een karateclub, een roeivereniging, een kanovereniging, een gymvereniging SIU, een pencak silat vereniging, de ski- en snowboardvereniging SSC SkiRun en een discgolfbaan.

## Onderwijs
Heerhugowaard is ook rijk aan onderwijsinstellingen. De belangrijkste onderwijsinstellingen zijn:
- Talland College, een mbo-instelling
- Trinitas College, locatie Han Fortmann, school voor havo en vwo
- Trinitas College, locatie Johannes Bosco college, een school voor lwoo en vmbo, een fusie van de voormalige scholen Waardse Kil (vmbo-bl en vmbo-kbl) en Don Bosco (mavo).
- Huygens College (Vroegere Openbare Scholengemeenschap Huygenwaard), een school voor vwo, havo en vmbo.
- Focus, een school gericht op praktijkonderwijs. Deze school is voortgekomen uit een fusie tussen De Polsstok uit Alkmaar en het praktijkgedeelte van het Huygens College. Focus nam begin 2013 zijn intrek in een nieuw gebouw.
- Vonk, een school gericht op de landbouwsector. (vmbo-bl, vmbo-kb en vmbo-gl)

Verder heeft Heerhugowaard sinds de jaren zeventig een muziekschool. Het muziekonderwijs vindt sinds 2008 plaats in Cool kunst en cultuur. Er is een samenwerkingsverband met de gemeente Langedijk die het mogelijk maakt dat er muziekonderwijs is voor zowel lage als hogere inkomens.

## Politiek en bestuur

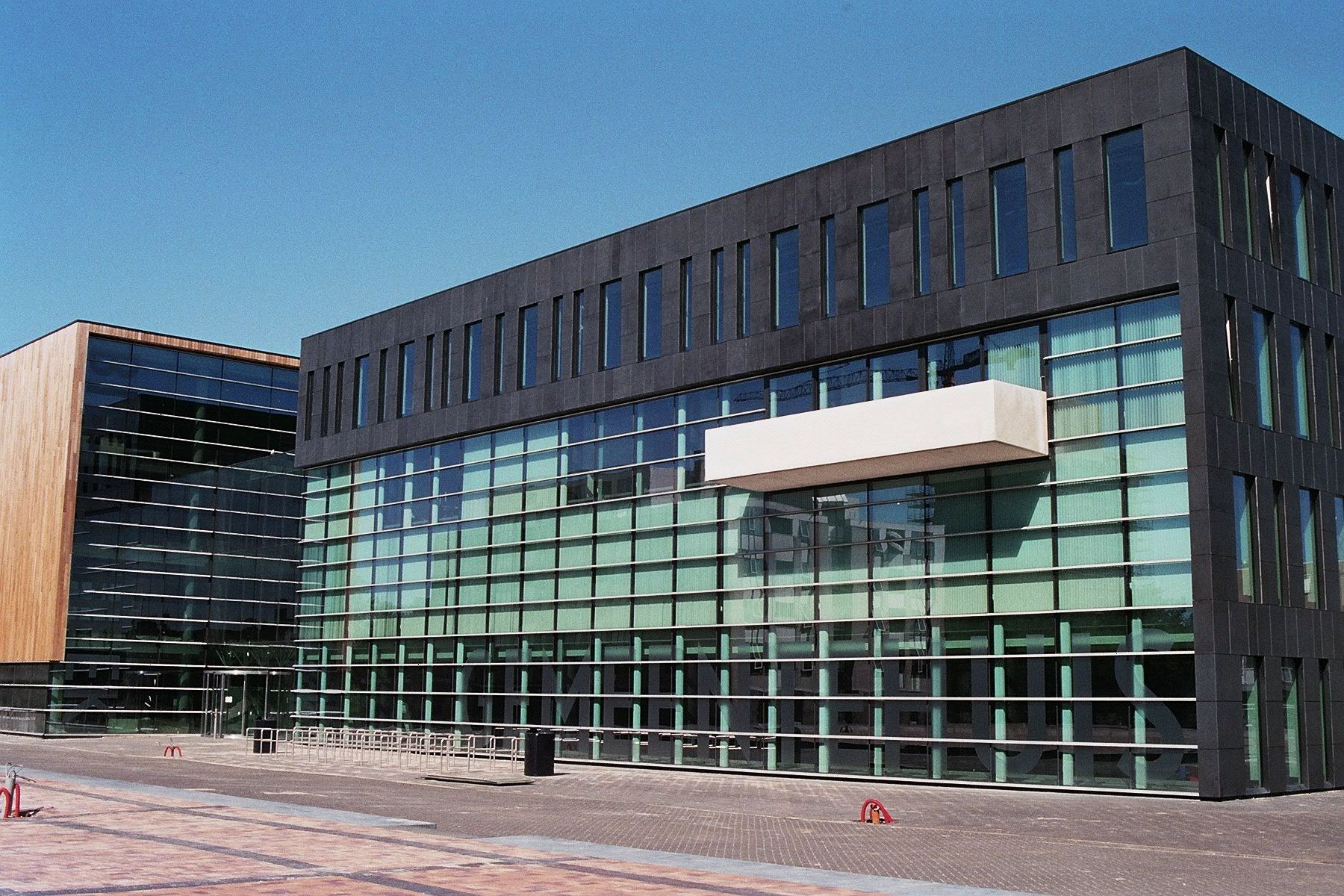
De in 2006 gebouwde vleugel van het gemeentehuis en bibliotheek

### Zetelverdeling gemeenteraad
Hieronder staat de samenstelling van de gemeenteraad van 1998 t/m 2021:
| Partij                                | 1990 | 1994  | 1994 | 1998 | 2002  | 2002 | 2006  | 2006 | 2010  | 2010 | 2014  | 2014 | 2018  | 2018 |
| ------------------------------------- | ---- | ----- | ---- | ---- | ----- | ---- | ----- | ---- | ----- | ---- | ----- | ---- | ----- | ---- |
| Heerhugowaardse Onafhankelijke Partij | 4    | 3.290 | 5    | 5    |       | 4    | 2.249 | 3    | 2.739 | 5    | 2.980 | 5    | 4.601 | 7    |
| Senioren HHW                          | -    | -     | -    | -    | -     | -    |       | -    | -     | -    | 1.935 | 3    | 3.309 | 5    |
| VVD                                   | 3    | 3.316 | 5    | 7    | 3.160 | 5    | 3.085 | 5    | 3.005 | 5    | 2.457 | 4    | 3.083 | 5    |
| CDA                                   | 8    | 3.956 | 6    | 6    | 3.172 | 5    | 2.742 | 4    | 1.917 | 3    | 2.499 | 4    | 2.645 | 4    |
| D66                                   | 4    | 2.608 | 4    | 2    | 1.392 | 2    | 337   | 0    | 1.253 | 2    | 1.965 | 3    | 1.902 | 3    |
| GroenLinks                            | -    | -     | -    | -    | 2.021 | 3    | 1.581 | 2    | 1.404 | 3    | 625   | 1    | 1.625 | 2    |
| Nederland Duurzaam                    | -    | -     | -    | -    | -     | -    | -     | -    | -     | -    | 685   | 1    | 1.417 | 2    |
| PvdA                                  | 6    | 3.200 | 5    | 6    | 2.360 | 4    | 4.246 | 7    | 2.344 | 4    | 1.617 | 3    | 1.318 | 2    |
| ChristenUnie                          | -    | -     | -    | -    | 627   | 1    | 789   | 1    | 668   | 1    | 732   | 1    | 668   | 1    |
| Recht & Eerlijk                       | -    | -     | -    | -    | -     | -    | -     | -    | -     | -    | -     | -    | 561   | -    |
| Partij voor Iedereen                  | -    | -     | -    | -    | -     | -    | -     | -    | -     | -    | -     | -    | 301   | -    |
| SP                                    | -    | -     | -    | -    | -     | -    | -     | -    | -     | -    | 2.175 | 3    | -     | -    |
| Burgerbelang                          | -    | -     | -    | -    | 5.832 | 5    | 4.430 | 7    | 2.790 | 5    | 1.724 | 3    | -     | -    |
| Politieke Partij Heerhugowaard        | -    | -     | -    | 1    | -     | -    | -     | -    | -     | -    | -     | -    | -     | -    |
| Verenigde Senioren Partij             | -    | -     | -    | -    | -     | -    | -     | -    | 1.017 | 2    | -     | -    | -     | -    |
| Trots op Nederland                    | -    | -     | -    | -    | -     | -    | -     | -    | 997   | 1    | 248   | 0    | -     | -    |
| Centrum Democraten                    | -    | 592   | 0    | -    | -     | -    | -     | -    | -     | -    | -     | -    | -     | -    |
| Totaal                                | 25   |       | 25   | 27   |       | 29   |       | 29   |       | 31   |       | 31   |       | 31   |

* = afsplitsing van Burgerbelang

### Samenwerkingsverband
Heerhugowaard is gedurende de Vinex-taak (formeel tot 2005) samen met Alkmaar en Langedijk, ook wel aangeduid met het HAL-gebied, een verband aangegaan om samen als verstedelijkt gebied te opereren in onder andere woningbouw, werkgelegenheid, natuur en recreatie en infrastructuur. Nu de taakstelling formeel is afgerond is de samenwerking op een laag pitje gezet met name door toedoen van de gemeente Alkmaar. Wel zijn alle drie gemeenten druk bezig de projecten af te ronden. Daardoor is nu een verstedelijkt gebied ontstaan dat op meerdere punten groots is voor de regio. De complete stad zal na alle uitbreidingen circa 181.000 inwoners tellen, wat haar dan de op een na grootste "stad" van Noord-Holland zal maken, na Amsterdam. Dit wordt ook wel "Alkmaar Stad" genoemd.
Het verstedelijkte gebied neemt in de regio een belangrijke plaats in. Het gebied is min of meer vastgegroeid aan andere plaatsen, en heeft als complete agglomeratie ongeveer 305.000 inwoners. Deze agglomeratie strekt zich globaal uit van Uitgeest tot en met de dorpen in de gemeente Schagen, en van Bergen, tot en met Obdam. Dit wordt ook wel "Groot Alkmaar" genoemd.

## Verkeer en vervoer

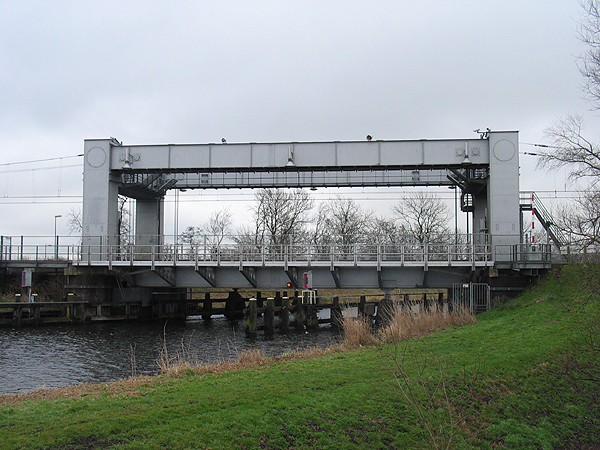
Bolbrug in de spoorbaan bij Heerhugowaard

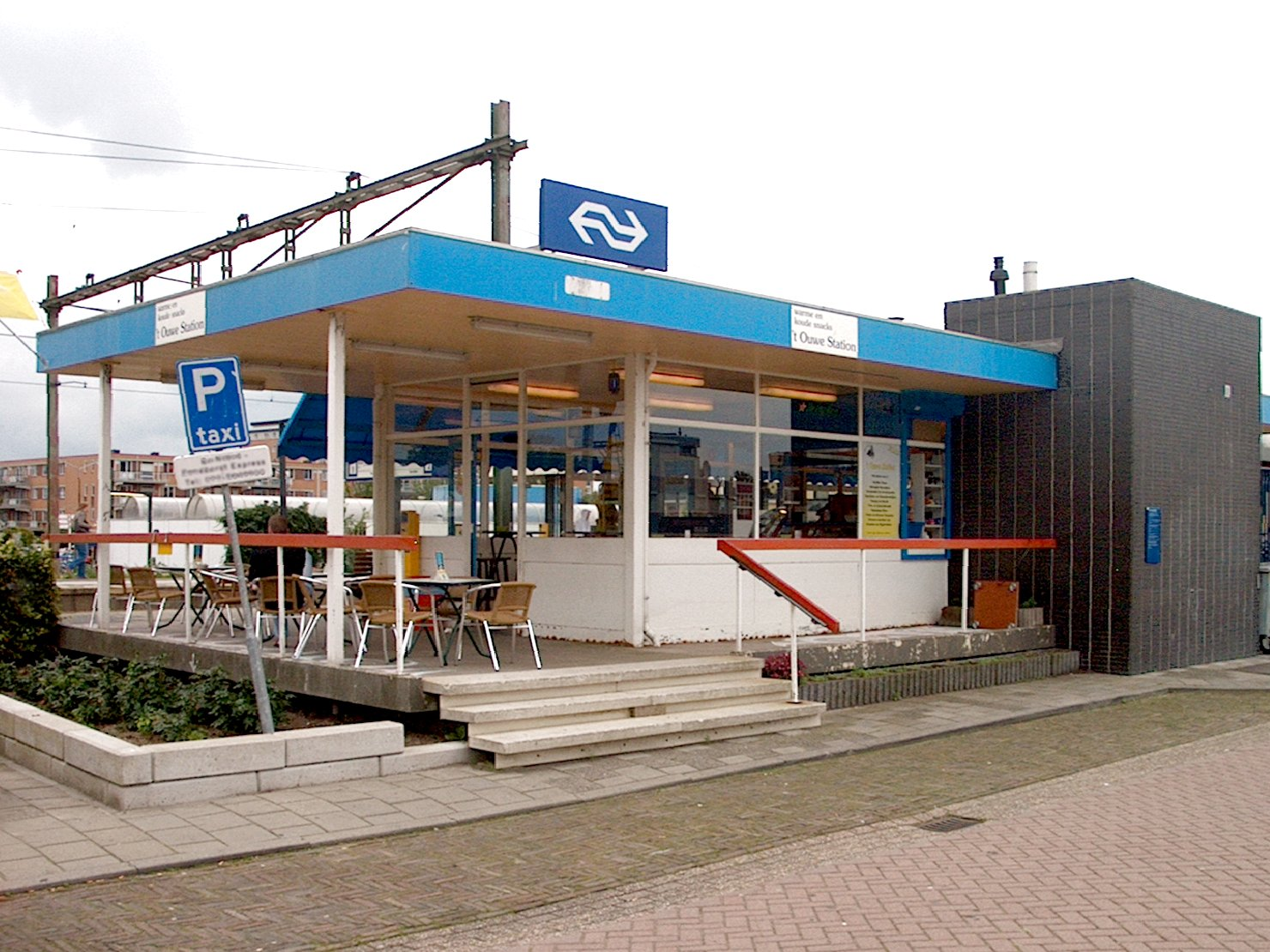
Station Heerhugowaard

Heerhugowaard ligt aan de provinciale wegen N194, N242 en de N508.
Heerhugowaard heeft daarnaast busverbindingen met de omliggende plaatsen.
- lijn 160 Heerhugowaard, Centrumwaard - Alkmaar, Station
- lijn 162 Heerhugowaard, Icaruslaan (via station) - Alkmaar, Station
- lijn 260 Heerhugowaard, Stadshart - Alkmaar, Station (sneldienst)
- lijn 350 Alkmaar, Station - Heerhugowaard - Den Oever - Leeuwarden, Station (Qliner)
- lijn 407 Heerhugowaard, Station - Noord-Scharwoude, Zwembad Duikerdel (buurtbus).
- lijn 409 Heerhugowaard, Station - Obdam (buurtbus)
- lijn N50 Alkmaar, Station → Zuid-Scharwoude → Noord-Scharwoude → Heerhugowaard → Wieringerwerf → Den Oever, Busstation (nachtbus)
- lijn N60 Heerhugowaard, Centrumwaard - Alkmaar, Station (nachtbus)

Als lokale vervoersvoorziening bestaat in Heerhugowaard, in samenwerking met de gemeente, de HugoHopper.
Station Heerhugowaard ligt aan de volgende spoorverbindingen:
- Den Helder - Alkmaar - Amsterdam - Utrecht - Nijmegen
- Hoorn - Alkmaar - Haarlem - Amsterdam
- Schagen - Amsterdam - Maastricht (alleen tijdens spitsuren)

De spoorlijn Den Helder - Alkmaar werd geopend in 1865 en geëlektrificeerd in 1958. De spoorlijn Heerhugowaard - Hoorn werd geopend in 1898 en geëlektrificeerd in 1974.

## Bekende personen uit Heerhugowaard
- Piet Bleeker (1928-2018), atleet
- Joop Dikmans (1930-2022), clown en acteur
- Eugènie Herlaar (1939-2024), nieuwslezer, ereburger
- Tol Hansse (= Hans van Tol) (1940-2002), zanger
- Rudi Lubbers (1945), bokser
- Hans Beijer (1948), acteur
- Henk Spaan (1948), sportjournalist
- René van Stipriaan (1959), literair historicus
- Gretha Tromp (1964), atleet
- Eelco Jansen (1969), honkballer
- Kenneth Goudmijn (1970), voetballer
- Sandra Voetelink (1970), schaatser
- René Verkerk (1970), diskjockey
- Monique van der Lee (1973), judoka
- Robin Korving (1974), atleet
- Anousjka van Exel (1974), tennisser
- Arjan Vliegenthart (1978), politicus
- Arvid Smit (1980), voetballer
- Fabian Franciscus (1982), cabaretier
- Peter Zantingh (1983), journalist en schrijver
- Christijn Groeneveld (1984), schaatser
- Denise Kemkers (1985), atleet
- Devika Partiman (1988), sociaal activist
- Stefanie van der Gragt (1992), voetbalster
- Tess Wester (1993), handbalster
- Tony van Diepen (1996), atleet
- Delaila Amega (1997), handballer
- Bo van Wetering (1999), handballer
- Jorn Berkhout (2002), voetballer
- Sanne Peereboom (2005), voetbalster